# 아이 (2021년 영화)
《아이》는 2021년에 개봉한 대한민국의 영화이다.

## 캐스팅
- 김향기 : 아영 역
- 류현경 : 영채 역
- 염혜란 : 미자 역
- 정수지 : 희정 역
- 탁지안,탁지온: 혁이(아기) 역
- 이수빈 : 민지 역
- 김현목 : 경수 역
- 박옥출 : 현숙 역
- 이연경 : 정 교수 역
- 정수지 : 희정 역
- 윤정훈 : 종환 역
- 석보배 : 신참 공무원 역
- 임정은 : 사장님 역
- 박주하 : 지우 역
- 박지영 : 유정 역
- 이지봄 : 민구 역
- 류이정 : 병원 직원 역
- 유시아 : 가희 역
- 임한나 : 희수 역
- 정원상 : 웨이터 역
- 정지안 : 네일강사역
- 이혜원 : 어린짝궁 역
- 박희은 : 지우 엄마 역
- 곡성진 : 친구 1 역
- 김제형 : 장례식장 직원 역
- 소규섭 : 형사 역
- 박수언 : 우는 아이 역
- 박수미 : 아가씨 1 역
- 최희윤 : 아가씨 2 역
- 방예슬 : 아가씨 3 역
- 현혜진 : 아가씨 4 역
- 박예영 : 헤드선생님 역 (우정출연)
- 강길우 : 승우 역 (우정출연)
- 승의열 : 고참 공무원 역 (우정출연)